# Weilbach (Bajorország)
Weilbach település Németországban, azon belül Bajorországban. Lakosainak száma 2139 fő (2023. december 31.).

## Népesség
A település népessége az elmúlt években az alábbi módon változott:
| Lakosok száma | 1601 | 2057 | 2249 | 2239 | 2196 | 2193 | 2150 | 2188 | 2139 | 2139 |
|               | 1975 | 1987 | 2012 | 2013 | 2014 | 2016 | 2017 | 2019 | 2022 | 2023 |